# Elia Silvestri
Elia Silvestri (Lecco, 29 marzo 1990) è un ciclocrossista e mountain biker italiano, campione italiano Under-23 di ciclocross nel 2011 e 2012.

## Carriera
Nelle categorie giovanili è stato più volte campione italiano nel ciclocross e nella mountain bike. Ha vinto i campionati italiani di ciclocross Under-23 nel 2011 e nel 2012, anno in cui riesce a precedere anche il miglior Elite (Marco Aurelio Fontana) nella gara Open; è inoltre arrivato terzo a quelli Elite del 2014. Nel 2013 è stato inoltre campione italiano a Ortisei nel XC Eliminator.

## Palmarès

### Cross
- 2010-2011

Campionati italiani, Under-23
Gran Premio Mamma e Papà Guerciotti (Milano)
Giro d'Italia Under-23
- 2011-2012

Campionati italiani, Under-23
Gran Premio Mamma e Papà Guerciotti (Milano)
Giro d'Italia Under-23
- 2012-2013

Grand Prix Ternitz (Ternitz)

### MTB
- 2013

Campionati italiani, Cross country Eliminator

## Piazzamenti

### Competizioni mondiali
- Campionati del mondo di ciclocross

Treviso 2008 - Juniors: 4º
Tábor 2010 - Under-23: 8º
- Coppa del mondo di ciclocross

2007-2008 - Juniors: 4º
2011-2012 - Under-23: 5º
- Campionati del mondo di mountain bike

Pietermaritzburg 2013 - Cross country Eliminator: 4º